# Lawa Anapaike Airstrip
De Lawa Anapaike Airstrip is een landingsstrook die het Indiaanse dorp Kawemhakan aan de Lawa-rivier in Suriname bedient. Het is vernoemd naar het voormalige dorpshoofd Anapaike. Het vliegveld wordt voornamelijk aangedaan door vliegtuigjes en helikopters vanuit Zorg en Hoop Airport in Paramaribo.